# يودورا ويلتي
يودورا أليس ويلتي (بالإنجليزية: Eudora Welty)‏ (13 أبريل 1909-23 يوليو 2001)، كاتبة قصص قصيرة وروائية أمريكية كتبت عن الجنوب الأمريكي. فازت روايتها ابنة المتفائل بجائزة بوليتزر في عام 1973. حصلت ويلتي على العديد من الجوائز، بما في ذلك وسام الحرية الرئاسي ووسام الجنوب. كانت أول مؤلفة حية تُنشر أعمالها من قبل مكتبة أمريكا. حوِّل منزلها في جاكسون في مسيسيبي إلى معلم تاريخي وطني وفُتِح متحفًا للعامة.

## النقد الأدبي المتعلق بخيال ويلتي
كانت ويلتي كاتبة غزيرة الإنتاج ابتكرت قصصًا بأنواع متعددة. تكررت في كتاباتها موضوعات المفارقة في العلاقات الإنسانية، وأهمية المكان (وهو موضوع متكرر في معظم الكتابة الجنوبية)، وأهمية التأثيرات الأسطورية التي تساعد في تشكيل الموضوع.
قالت ويلتي إن اهتمامها بالعلاقات بين الأفراد ومجتمعاتهم ينبع من قدراتها الطبيعية كمراقبة. يمكن العثور على أفضل الأمثلة في مجموعة القصص القصيرة بعنوان الستارة الخضراء. توضح قصة «لماذا أعيش في صندوق البريد» الصراع بين الأخت ومجتمعها المباشر وعائلتها بشكل هزلي. تستخدم هذه القصة بشكل خاص التواصل القليل المناسب لتسليط الضوء على الموضوع الأساسي لمفارقة التواصل البشري، ومن الأمثلة الأخرى الآنسة إيكهارت من المجموعة القصصية التفاح الذهبي، التي تُعتبر من الغرباء في بلدتها. تُظهر ويلتي أن نمط الحياة المستقل لمعلمة البيانو هذه يسمح لها بملاحقة شغفها، ولكنها تسلط الضوء أيضًا على توق السيدة إيكهارت لبناء عائلة، وأن ينظر إليها المجتمع على أنها شخص ينتمي إلى مورغانا. تميزت أغلب قصصها بالصراع من أجل الحفاظ على الهوية مع مراعاتها للعلاقات الاجتماعية.
يُعد المكان مهمًا بشكل قوي لويلتي، فقد آمنت بأن المكان هو ما يجعل الخيال يبدو حقيقيًا فيما يحتويه من عادات ومشاعر وارتباطات. يجيب المكان عن الأسئلة «ماذا حدث؟ من هنا؟ من سيأتي؟». يُعد أيضًا موجهًا للذاكرة، وبالتالي فإن العقل البشري هو ما يجعل المكان مهمًا، ويُعتبر كل ذلك من وظيفة الراوي. القصة القصيرة «الطريق المنهك» هي قصة تثبت كيفية تشكيل المكان للطريقة التي يُنظر بها إلى القصة. كان على الشخصية الرئيسية، فينيكس، أن تقاتل للتغلب على العوائق داخل الأراضي الجنوبية الموصوفة بشكل حي، وذلك عندما وصلت في رحلتها إلى أقرب مدينة. «الشبكة الواسعة» هي قصة أخرى من قصص ويلتي القصيرة التي تستخدم المكان لتحديد الجو والحبكة. تنظر كل شخصية إلى النهر بصورة مختلفة، فينظر إليه البعض على أنه مصدر غذاء، والبعض الآخر على أنه مميت، أو علامة على أن «العالم الخارجي مليء بالثبات».
عُرِفت ويلتي باستخدام الأساطير لربط شخصياتها ومواقعها بالحقائق والموضوعات العالمية، وتتجسد الأمثلة على ذلك في القصة القصيرة «الطريق المنهك»، ورواية الزفاف في دلتا، ومجموعة التفاح الذهبي. تشترك شخصية فينيكس في قصة الطريق المنهك كثيرًا مع الطائر الأسطوري. قيل إن طيور الفينيق ذات لون أحمر وذهبي ومعروفة بقدرتها على التحمل وبكرامتها. توصَف فينيكس، المرأة السوداء العجوز، بأنها ترتدي منديلًا أحمر مع لون ذهبي خافت، وهي نبيلة ودائمة في سعيها الصعب للحصول على الدواء لإنقاذ حفيدها.
مُنِح الزوج في قصة «موت بائع متجول» صفات مشتركة مع بروميثيوس، إذ يعود إلى المنزل بعد إشعال النار في رئيسه وهو مفعم برغبة جنسية ذكورية وقوة بدنية. أشارت ويلتي أيضًا إلى شخصية ميدوسا، التي استُخدِمت في قصة «الرجل المتحجر» وقصص أخرى لتمثيل المرأة القوية أو المبتذلة.
يمكن أن تشير المواقع أيضًا إلى الأساطير كما أثبتت ويلتي في روايتها الزفاف في دلتا. كتبت البروفيسورة فيرونيكا ماكوفسكي من جامعة كونيتيكت أن موقع ميسيسيبي دلتا يحتوي على «اقتراحات لإلهة الحب أفرودايت أو أصداف فينوس مثل تلك التي خرجت فيها من البحر، والأعضاء التناسلية الأنثوية مثل جبل العانة والمثلث العاني». يشير عنوان المجموعة القصصية التفاح الذهبي إلى الفرق بين الأشخاص الذين يبحثون عن التفاح الفضي والذين يبحثون عن التفاح الذهبي؛ وهو مستوحى من قصيدة دبليو. بي. ييتس بعنوان «أغنية آنغوس الرحّال». يشير أيضًا إلى أساطير مثل الفوز بالتفاحة الذهبية في مسابقة ما. استخدمت ويلتي الرمز لإلقاء الضوء على نوعين من المواقف التي يمكن أن تتخذها شخصياتها في الحياة. 

## روابط خارجية
- يودورا ويلتي على موقع IMDb (الإنجليزية)
- يودورا ويلتي على موقع الموسوعة البريطانية (الإنجليزية)
- يودورا ويلتي على موقع مونزينجر (الألمانية)
- يودورا ويلتي على موقع ميوزك برينز (الإنجليزية)
- يودورا ويلتي على موقع قاعدة بيانات برودواي على الإنترنت (الإنجليزية)
- يودورا ويلتي على موقع إن إن دي بي (الإنجليزية)
- يودورا ويلتي على موقع ديسكوغز (الإنجليزية)